# Karel Zeman

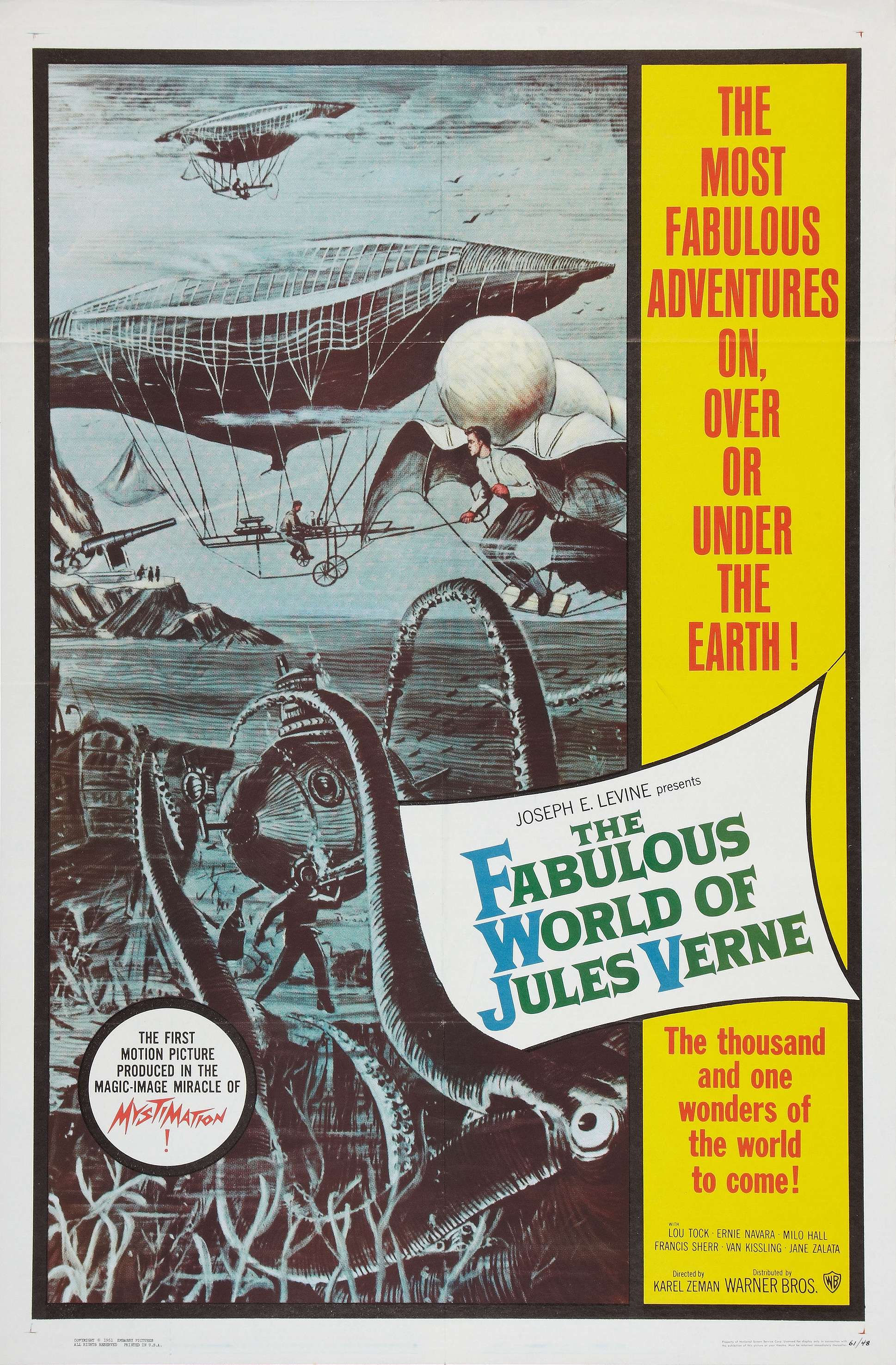
Locandina statunitense del film La diabolica invenzione (Vynález skázy, 1958)

Karel Zeman (Ostroměř, 3 novembre 1910 – Gottwaldov, 5 aprile 1989) è stato un regista e animatore cecoslovacco.

## Biografia
Nato nell'impero austro-ungarico, fin da piccolo si interessò alle marionette e a 17 anni invece di proseguire gli studi commerciali emigrò in Francia per studiare grafica pubblicitaria. Ritornato in patria lavorò nel settore pubblicitario finché non poté dedicarsi pienamente al cinema d'animazione. Fu nel 1955 che sviluppò la sua particolare e innovativa tecnica di combinazione di riprese dal vivo con le riprese a passo uno tipiche dell'animazione.
Innovatore del cinema d'animazione e profondo conoscitore di varie tecniche di animazione, ha sviluppato un ingegnoso modo di fondere insieme disegno animato a passo uno e riprese dal vivo in uno stile molto personale. Numerose delle sue opere sono adattamenti originali di romanzi di Jules Verne, tra cui il suo titolo più famoso in Italia: La diabolica invenzione del 1958.
Considerato uno degli eredi di Georges Méliès, Zeman è uno dei più rinomati autori del cinema d'animazione cecoslovacco, il più famoso dei quali è Jiří Trnka. Fra i cineasti influenzati da Zeman si possono annoverare il ceco Jan Švankmajer e l'americano Terry Gilliam. Nel 1970 lo Stato gli conferì il titolo di Artista nazionale. Morì a Gottwaldov (nome dato alla città di Zlín nel periodo della repubblica popolare) poco prima della caduta del regime comunista.

## Filmografia

### Cortometraggi
- A Christmas Dream (Vánoční sen, 1946, premiato a Cannes)
- Podkova pro štěstí (1946)
- Křeček (1946)
- Il signor Prokouk funzionario (Pan Prokouk byrokratem, 1947)
- La tentazione del sig. Prokouk (Pan Prokouk v pokušení, 1947)
- Pan Prokouk ouřaduje (1947)
- Brigády (1947)
- Pan Prokouk filmuje (1948)
- Il sig. Prokouk inventore (Pan Prokouk vynálezcem, 1949)
- Ispirazione (Inspirace, 1949)
- Il sig. Prokouk amico degli animali (Pan Prokouk, přítel zvířátek, 1955)
- Le avventure di Sinbad il marinaio (Dobrodružství námořníka Sindibáda, 1971)
- Druhá cesta námořníka Sindibáda (1972)
- V zemi obrů. Třetí cesta námořníka Sindibáda (1973)
- Magnetová hora. Čtvrtá cesta námořníka Sindibáda (1973)
- Létající koberec. Pátá cesta námořníka Sindibáda (1973)
- Morský sultan (1974)

### Lungometraggi
- Re Lávra (Král Lávra, 1950)
- Il tesoro dell'isola degli uccelli (Poklad Ptačího ostrova, 1952)
- Viaggio nella preistoria (Cesta do pravěku, 1955)
- La diabolica invenzione (Vynález zkázy, 1958)
- Laterna magika II (1960)
- Il barone di Munchausen (Baron Prášil, 1962)
- Cronaca di un folle (Bláznova kronika, 1964)
- I ragazzi del capitano Nemo (Ukradená vzducholoď, 1966)
- L'arca del sig. Servadac (Na kometě, 1970)
- Zkrocený démon (1974)
- Racconti delle mille e una notte (Pohádky tisíce a jedné noci, 1974)
- L'apprendista stregone (Čarodějův učeň, 1977)
- Hansel e Gretel (Pohádka o Honzíkovi a Mařence, 1980)
- Karel Zeman dětem (1980)